# Pascale Walker
Pascale Walker (* 23. Juni 1995) ist eine Schweizer Ruderin.

## Sportliche Karriere
Pascale Walker wurde 2015 Dritte im Einer bei den U23-Weltmeisterschaften in Plowdiw. 2017 in Plowdiw erruderte sie die Silbermedaille.
In der Erwachsenenklasse gewannen Pascale Walker und Valerie Rosset bei den Europameisterschaften 2018 in Glasgow das B-Finale im Doppelzweier und belegten damit den siebten Platz in der Gesamtwertung. Bei den Weltmeisterschaften in Plowdiw ruderten die beiden als Vierte des C-Finales auf den 16. Rang. 2020 bei den Europameisterschaften in Posen erreichte Walker mit dem Schweizer Doppelvierer den sechsten Platz. Im Jahr darauf bei den Europameisterschaften in Varese belegte der Schweizer Doppelvierer als drittes Boot im B-Finale den neunten Platz in der Gesamtwertung. 2022 bei den Europameisterschaften in München belegten Célia Dupré, Salome Ulrich, Lisa Lötscher und Pascale Walker den vierten Platz. Bei den Weltmeisterschaften 2022 in Račice u Štětí wurden die vier Schweizerinnen Fünfte.
2023 kehrte Fabienne Schweizer in den Doppelvierer zurück. Bei den Europameisterschaften in Bled belegten Salome Ulrich, Fabienne Schweizer, Pascale Walker und Lisa Lötscher den sechsten Platz. Bei den Weltmeisterschaften in Belgrad startete der Doppelvierer in der Besetzung Schweizer, Lötscher, Walker und Célia Dupré. Mit dem vierten Platz im A-Finale war auch der Startplatz für die Olympischen Spiele 2024 gesichert.
Bei den Olympischen Spielen in Paris traten im Doppelvierer insgesamt neun Boote an. Nach dem dritten Platz im Vorlauf siegten Schweizer, Dupré, Walker und Lötscher im Hoffnungslauf. Im Endlauf gewannen die Britinnen knapp vor dem niederländischen Boot. Drei Sekunden dahinter erreichten die Deutschen das Ziel als Dritte mit 0,42 Sekunden Vorsprung vor den Schweizerinnen, die ihrerseits wieder fast drei Sekunden vor den Fünften ins Ziel kamen.
Pascale Walker rudert für den Ruderclub Zürich.

## Fussnoten
1. ↑  Finale 2024 bei olympics.com
2. ↑  Pascale Walker bei olympics.com

| Personendaten    | Personendaten     |
| ---------------- | ----------------- |
| NAME             | Walker, Pascale   |
| KURZBESCHREIBUNG | Schweizer Ruderin |
| GEBURTSDATUM     | 23. Juni 1995     |